# Lunar-A
Lunar-A was een geplande lancering in de loop van juli-augustus 1997 door Japan met als doel in een baan om de maan te komen en er seismologisch onderzoek uit te voeren. Voor dit onderzoek zouden 3 toestellen afgevuurd worden op de maan waarvan twee op de zichtbare zijde. Uiteindelijk werd de lancering niet uitgevoerd. 